# IDSL
IDSL é uma tecnologia de conexão à internet da Rede Digital de Serviços Integrados (ISDN, em inglês), baseado em DSL e que foi desenvolvida pela empresa Ascend Communications. Tem uma baixa taxa de transmissão, da ordem de 128 Kbps.
A IDSL (Integrated Service Digital Network, ISDN, Digital Subscriber Line) utiliza as mesmas técnicas de codificação ISDN com interfaces BRI compatíveis, mas apenas para dados. Assim, os atuais usuários ISDN podem ter os serviços IDSL sem a necessidade de nenhum equipamento adicional.
A comunicação é duplex simétrica a 128 kbps com distâncias que atingem até 6 km em apenas um par de fios metálicos, e que pode ser estendida utilizando-se repetidores de loop ISDN.
Desde 1973 começaram os estudos para planejamento de sistemas digitais e serviços integrados, mas só em 1984 o então CCITT publicava as primeiras recomendações para ISDN, com especificações para a integração de serviços de voz, dados e imagens numa mesma rede, completamente digital, com serviços de conexão por comutação de circuitos e/ou de pacotes.
A estrutura de transmissão ISDN utiliza três tipos de canais:
•	canais B duplex, de 64 kbps;
•	canais D duplex, de 16 ou 64 kbps;
•	canais H duplex, de 384 kbps (H0), 1536 kbps (H11) e 1920 kbps (H12).
As especificações definem dois tipos de interfaces de acesso para uma rede ISDN. A primeira é a interface BRI (Basic Rate Interface) e a segunda é a interface PRI (Primary Rate Interface). A interface BRI é definida da seguinte forma:
•	BRI - Utiliza 2 canais B mais um canal D (2B+D), com o canal D de 16 kbps destinado a pequenos usuários para atender a residências e pequenos negócios, atingindo taxas de 144 kbps.
Há duas versões para a interface PRI. Uma utilizada na América do Norte e Japão, que opera na velocidade T1 de 1,544 Mbps, definida como:
•	PRI - Utiliza 23 canais B mais um canal D (23B +D), com o canal D de 64 kbps, ou ainda 24 canais B (24B);
E outra utilizada na Europa, modelo de transmissão adotado no Brasil, que opera na
velocidade E1 de 2,048 Mbps:
•	PRI -Utiliza 30 canais B mais um canal D (30B +D), com o canal D de 64 kbps.